# حائط الردغة

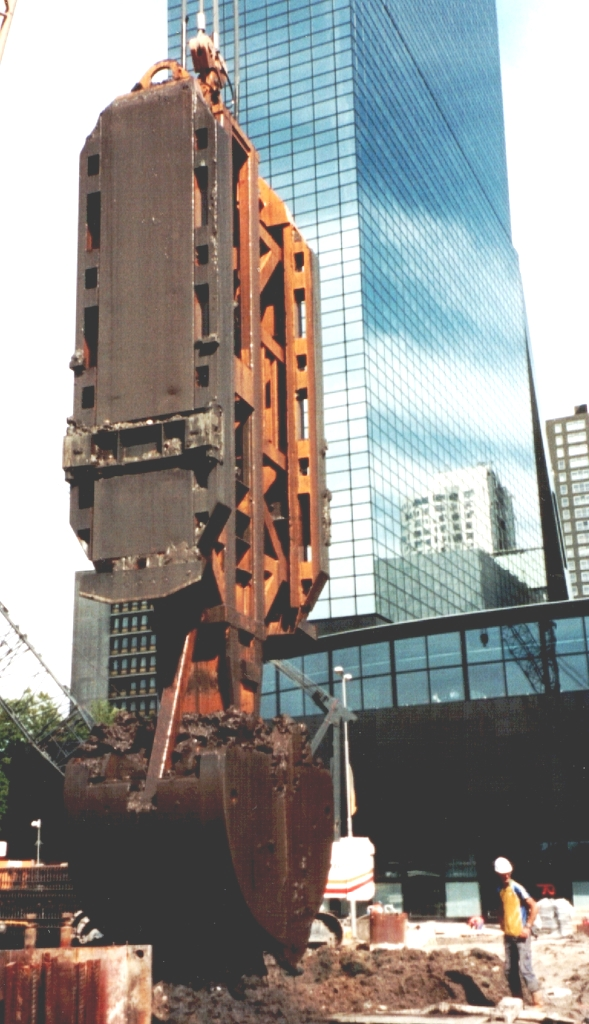
حفارة لجدران الردغة

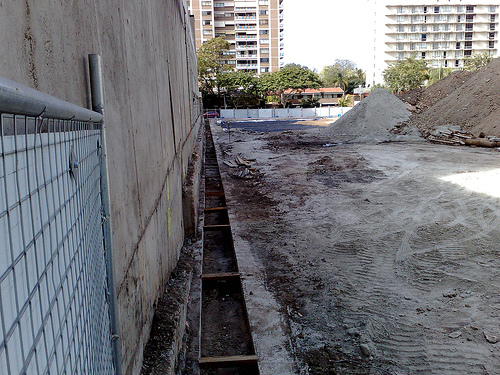
مجموعة من الجدران الموجهة للردغة قبل الحفر

حائط الردغة (بالإنجليزية: Slurry wall)‏ هي تقنية تستخدم لبناء جدران الخرسانة المسلحة في المناطق التي تكون الأرض فيها لينة وقريبة من الماء الأرضي أو منبع مائي. هذه التقنية تستخدم بشكل أساسي لبناء الحواجز الحائطية (المانعة للماء) حول الأنفاق والقنوات المفتوحة ولوضع الأساسات.

## التركيب
يحفر خندق لتشكيل قالب لكل حائط، ثم يملأ بالردغة ويبقى مملؤءً بها طول الوقت. توفر الردغة ضغط خارجي يوزن القوى الهيدروليكية ويمنع تسرب الماء إلى الخندق وانهياره. ثم يتم وضع التسليح في الخندق وملئه بالخرسانة والتي تزيح الردغة.
تبنى جدران الردغة بدايةً بمجموعة من الحوائط الموجهة، عادة بعمق 1 متر (3,3 قدم) و0,5 متر (1,6 قدم) سماكة.
ظهرت تقنية جدران الردغة لأول مرة خلال حفر طريق رقم 1 تحت الأرض في ميلان إيطاليا شركة I.C.O.S (Impresa Costruzioni Opere Specializzate)، مباشرة بعد انتهاء الحرب العالمية الثانية وأصبحت عنصر هام في بناء الأنفاق بأسلوب خاص يعرف باسم «طريقة ميلان».
استخدم حائط الردغة لبناء باتهاب (بالإنجليزية: Bathtub)‏ وهو الجزء المحيط بغالب برجي التجارة العالمية. واستخدمت جدارن الردغة بكثرة في مشروع بناء نفق بوسطن «بيغ ديغ».